# 博愛江夏圍村

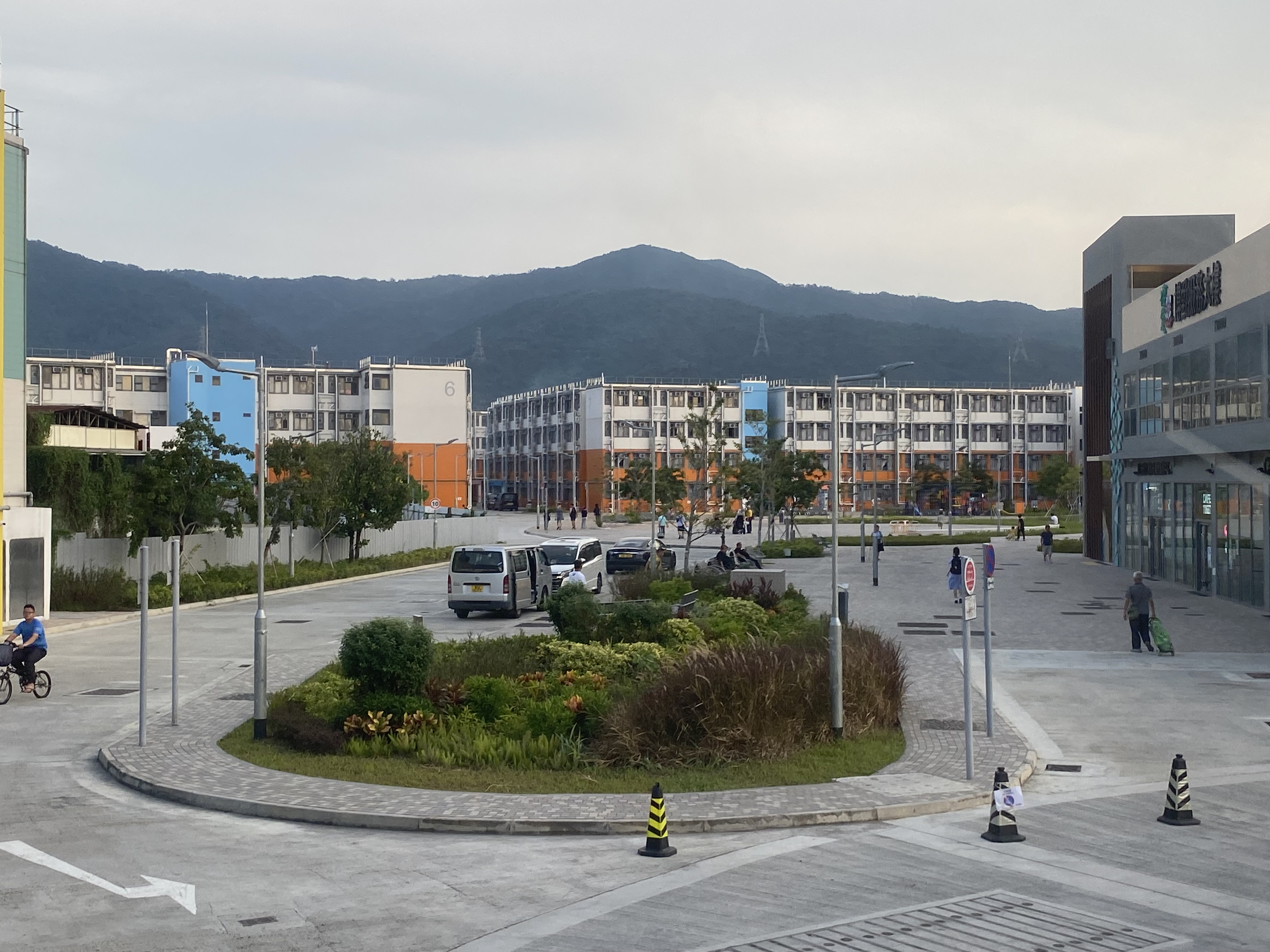
博愛江夏圍村

博愛江夏圍村（英語：Pok Oi Kong Ha Wai Village）是香港一個非政府機構參與的過渡性房屋項目，位於元朗八鄉江夏圍，第一期於2022年入伙，由慈善團體博愛醫院及地產商恒基兆業地產集團（恒基地產）合作推行。

## 歷史
江夏圍位於元朗八鄉錦上路71號，本是一棟客家大宅的名稱。1997年，恒基地產購入其所在地皮。2019年，香港政府推行「支援非政府機構過渡性房屋項目的資助計劃」，以圖增加過渡性房屋單位數量，以供輪候公屋多時或有逼切需要人士入住。博愛醫院與恒基地產遂響應此計畫，籌辦博愛江夏圍村項目。項目由博愛醫院負責協調及營運，恒基地產以象徵式一元租金借出其持有的江夏圍一帶地皮，由運輸及房屋局負責監察並撥款約港幣11億元資助興建（2020年7月通過撥款）。樓宇以預製模組形式建造，由動土至第一期落成歷時15個月。
2022年3月（香港第五波新冠疫情後期），曾被徵用為社區隔離設施。
項目可供輪候公屋三年或以上的低收入家庭，或現居於惡劣環境、有逼切需要的人士申請租住，租金介乎於港幣2130至4510元。項目合共1998個單位，預計容納約6000人。截至2022年，為香港規模最大的過渡性房屋項目。
第一期於2022年5月開始入伙。
第二期於2022年9月開始申請。
於2023年2月舉行竣工入伙儀式。

## 規劃與設施

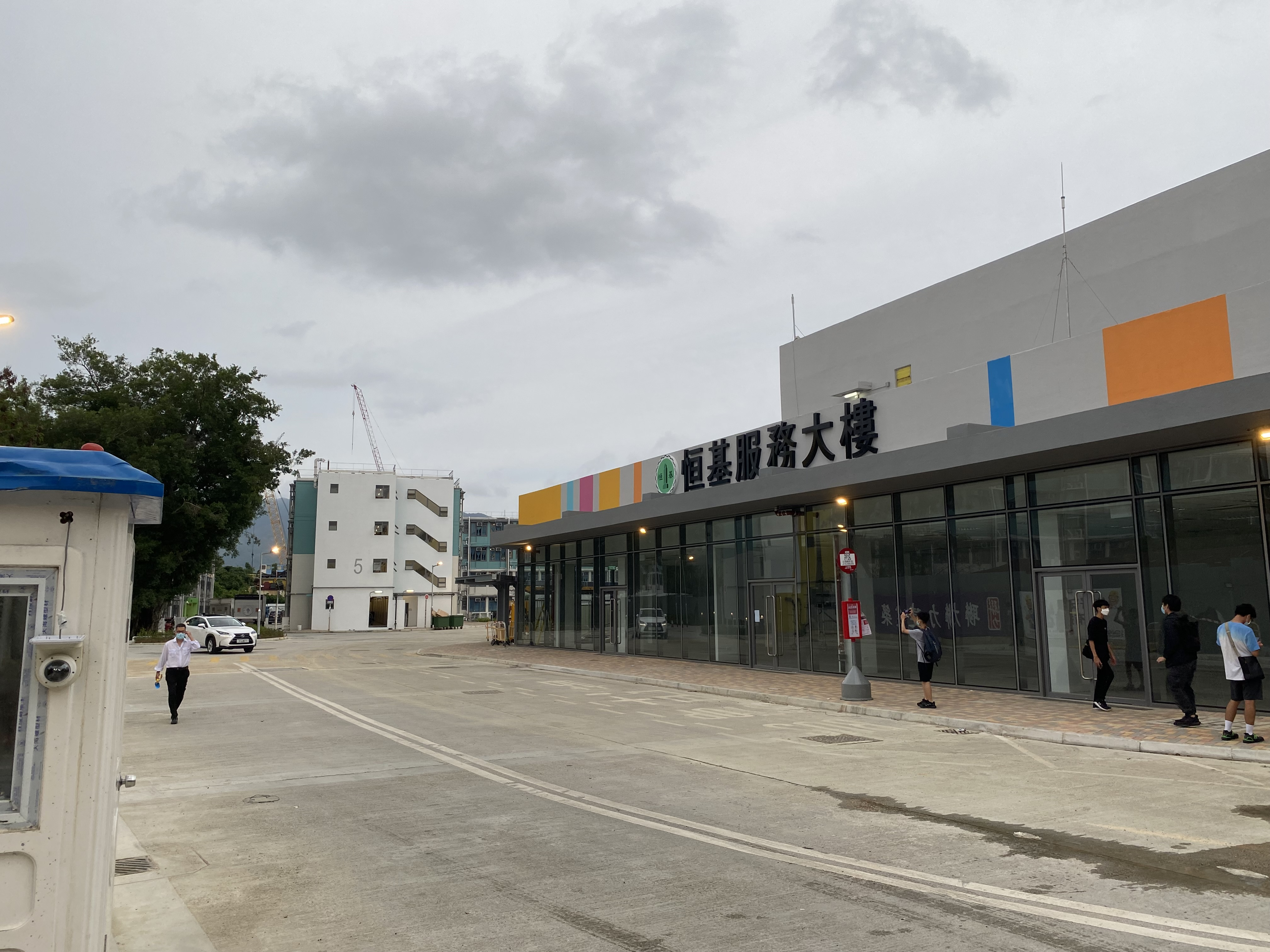
服務設施大樓

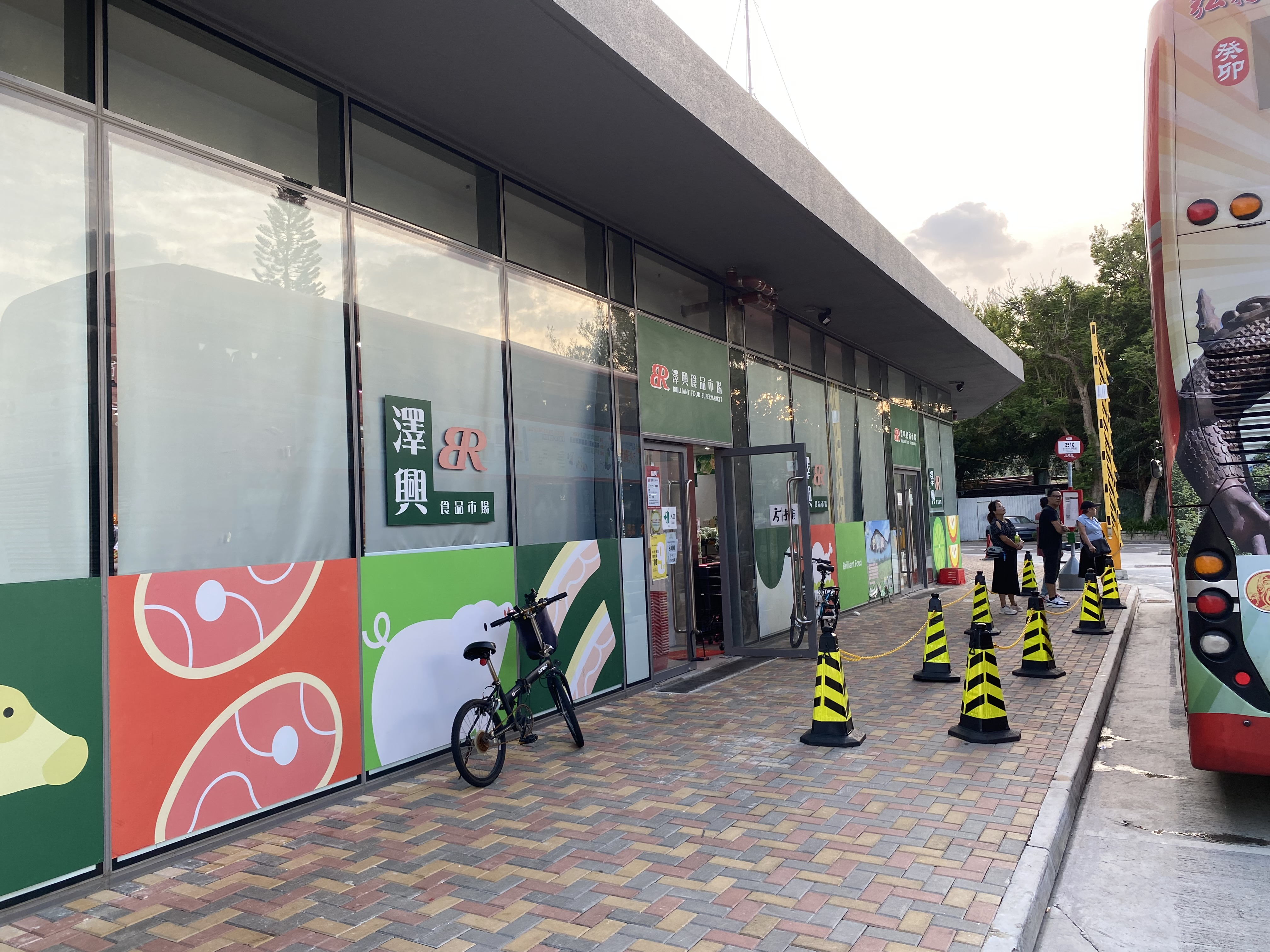
超級市場

博愛江夏圍村佔地約48萬平方呎，主要建築物包括八幢四層高的住宅大樓、兩幢分別為一層及兩層的服務設施大樓。
服務設施大樓包括超級市場、餐廳及社區飯堂、中醫、西醫、牙科醫療設施、健康諮詢中心、兒童青少年及家庭中心、長者中心、資訊科技資源中心、家品及食品商店。
住宅單位均設有獨立洗手間、浴室、煮食空間，並向住戶免費贈送枱、床、電視機、冷氣等家電。類型及數量如下：
| 單位類型/人數      | 面積(平方呎) | 數量   |
| ------------------ | ------------ | ------ |
| 1至2人單位         | 152          | 1064個 |
| 3至4人單位         | 229          | 884個  |
| 5至6人或無障礙單位 | 323          | 50個   |

## 交通
於博愛江夏圍村出入口北面為八鄉新馬路巴士站。
2022年6月13日，江夏圍巴士站隨九巴251C線投入服務而啟用，位於博愛江夏圍村服務大樓1座外，為巴士總站。

## 外部連結
- 博愛江夏圍村網站 （页面存档备份，存于）
- 博愛醫院官方網站 過渡房屋 — 博愛江夏圍村 （页面存档备份，存于）
- 香港特別行政區房屋局 - 可接受租戶申請的新過渡性房屋項目 （页面存档备份，存于）